# Comer (Georgia)
Comer es un pueblo ubicado en el condado de Madison en el estado estadounidense de Georgia. En el censo de 2000, su población era de 1.052.

## Demografía
En el 2000 la renta per cápita promedia del hogar era de $27,059, y el ingreso promedio para una familia era de $40,750. El ingreso per cápita para la localidad era de $17,742. Los hombres tenían un ingreso per cápita de $33,333 contra $22,969 para las mujeres.

## Geografía
Comer se encuentra ubicado en las coordenadas 34°3′47″N 83°7′30″O / 34.06306, -83.12500 (31.173090, -84.728512).
Según la Oficina del Censo, la localidad tiene un área total de 8,2 km² (3,2 mi²), de la cual 8,2 km² (3,2 mi²) es tierra y 0 km² (0 mi²) (0.00%) es agua.